# Josef Wanunu
Josef Wanunu (hebr.:  יוסף ונונו, ang.: Yosef Vanunu, ur. 7 sierpnia 1945 w El Kelaa, region Marrakesz-Safi) – izraelski ekonomista polityk, w latach 1992–1996 poseł do Knesetu z listy Partii Pracy.

## Życiorys
Urodził się 7 sierpnia 1945 w El Kelaa, w regionie Marrakesz-Safi, w ówczesnym Maroku Francuskim. Do Izraela wyemigrował w 1955.
Służbę wojskową zakończył w stopniu sierżanta. Ukończył ekonomie na Uniwersytecie Hebrajskim w Jerozolimie, następnie uzyskał doktorat na Uniwersytecie Bar-Ilana w Ramat Ganie.
W wyborach parlamentarnych w 1992 po raz pierwszy i jedyny dostał się do izraelskiego parlamentu. W trzynastym Knesecie zasiadał w czterech komisjach oraz przewodniczył podkomisji ds. samorządu terytorialnego. W kolejnych wyborach utracił miejsce w parlamencie.
Poza hebrajskim posługuje się angielskim, hiszpańskim, francuskim i arabskim.